# Lexa (chanteuse)
Pour les articles homonymes, voir Lexa.
Lexa, née le 22 février 1995 à Rio de Janeiro, (Léa Cristina Araújo da Fonseca de son vrai nom), est une auteur-compositrice-interprète brésilienne. 
Son premier single, Posso Ser, a été publié en décembre 2014 et est devenu l'une des pistes les plus joués à la radio brésilienne en 2015. Cette chanson fait partie de l'EP du même nom publié par Lexa en mars 2015. En septembre 2015, la chanteuse a sorti son premier album, intitulé Disponível.

## Discographie

### Albums
- 2015 : Disponível

### EPs
- 2015 : Posso Ser

## Tournées
| Année | Tournée         | Note  |
| ----- | --------------- | ----- |
| 2015  | Disponível Tour | [ 1 ] |

### Télévision
- 2016: Saltibum 3
- 2017: Dancing Brasil 2
- 2022: The Masked Singer Brasil 2
- 2024: Dança dos Famosos 21